# Perry Anderson
Perry R. Anderson (ur. 1938 w Londynie) – amerykański filozof marksistowski i profesor historii i socjologii na Uniwersytecie Kalifornijskim oraz redaktor pisma New Left Review (w latach 1962–1982 i 2000–2003; obecnie w komitecie redakcyjnym). Brat historyka Benedicta Andersona.
Przeciwnik tendencji postmodernistycznych we współczesnej myśli społeczno-politycznej. Wykładowca The New School for Social Research oraz Uniwersytetu Kalifornijskiego w Los Angeles.

## Prace

### Książki Andersona
- Passages From Antiquity to Feudalism (1974);
- Lineages of the Absolutist State (1974);
- Considerations on Western Marxism (1976);
- In the Tracks of Historical Materialism (1985);
- English Questions (1992);
- A Zone of Engagement (1992);
- The Origins of Postmodernity (1998)

### Książki o Andersonie
- Gregory Elliott, Perry Anderson: the merciless laboratory of history (1998);
- Paul Blackledge, Perry Anderson, Marxism and the New Left (2004).